# Euphrasia papuana
Euphrasia papuana là loài thực vật có hoa thuộc họ Cỏ chổi. Loài này được Schltr. mô tả khoa học đầu tiên năm 1924.